# Derolus subaureus
Derolus subaureus là một loài bọ cánh cứng trong họ Cerambycidae.